# 兴镇
兴镇，是中华人民共和国陕西省渭南市蒲城县下辖的一个乡镇级行政单位。

## 行政区划
兴镇下辖以下地区：
郭齐村、兴东村、兴南村、兴北村、兴西村、兴龙村、车王村、田村、良村、桑楼村、党家村、曹家村、九龙村、余兴村、鲍寨村、化木村、寨子村和尖角村。